# کوشورو هیرکا
کوشورو هیرکا (به اسپانیایی: Kushuru Hirka) یک کوه در پرو است که در Peru, Ancash Region واقع شده‌است. کوشورو هیرکا ۴٬۶۰۰ متر بالاتر از سطح دریا واقع شده‌است.